# Бестерек (Урджарський район)
Бестере́к (каз. Бестерек) — село у складі Урджарського району Абайської області Казахстану. Адміністративний центр Бестерецького сільського округу.
Населення — 1571 особа (2021; 1811 у 2009, 1848 у 1999, 1774 у 1989).
Національний склад станом на 1989 рік:
- казахи — 78 %